# 孫瑒
孫瑒（516年—587年），字德璉。吴郡吴县（治今江苏省苏州市）人，南朝梁、南朝陳将领。南梁中散大夫孫循道之子。

## 生平
初任南梁轻車臨川嗣王行参軍，转任安西邵陵王水曹中兵参軍事。邵陵王蕭綸出镇郢州，孫瑒随蕭綸到郢州赴任。侯景之乱爆发，孫瑒被任命为假節、宣猛将軍、軍主。王僧辩讨伐侯景，孫瑒被同学王琳推薦为戎昭将軍、宜都郡太守，跟随王僧辩救援武昌徐文盛。郢州陷落，孫瑒驻守巴陵，加固防備。侯景軍来攻，包围巴陵，孫瑒日夜奋战，侯景軍撤退。孫瑒随梁軍東下，在姑孰力功有功。受位員外散騎常侍，封富陽县侯。担任假節、雄信将軍、衡陽郡内史，没有赴任，转任衡州平南府司馬。击破黄洞蛮立有战功，任東莞郡太守，代行广州刺史。受号智武将軍，監湘州事。555年（紹泰元年），梁敬帝即位，任命他为持節、仁威将軍、巴州刺史。
557年（永定元年）南陳建国，翌年王琳在郢州擁立南梁永嘉王蕭庄。王琳召孫瑒担任太府卿，受位通直散騎常侍。王琳攻打南陳，命孫瑒为使持節、散騎常侍、都督郢荊巴武湘五州諸軍事、安西将軍、郢州刺史，留守郢州。560年（天嘉元年），北周史寧率兵四万攻打郢州，孫瑒的助防張世貴将郢州外城献给北周投降，孫瑒因此损失軍民男女三千人。周軍堆土山築高梯，日夜攻城，乘風放火，火烧内城南面五十楼。孫瑒的兵士不足一千人，孫瑒以酒食鼓励兵士士气。周軍攻郢州艰苦。以任命孫瑒为柱国、郢州刺史，封万户郡公籠絡他。孫瑒假装同意，趁攻城渐緩加强城防。陳軍破王琳，乘胜追击，周軍解郢州之围而退。三月孫瑒降陳，担任使持節、散騎常侍、安南将軍、湘州刺史，封定襄县侯。
561年（天嘉二年），孫瑒请求入朝，被任命为散騎常侍、中領軍。没有赴任，陈文帝問孫瑒「西汉的朱買臣希望担任本郡的太守，卿有此意乎」，于是孫瑒转任持節、安東将軍、吴郡太守。任期结束，召還为散騎常侍、中護軍。留異在東陽反陈，孫瑒率水軍征討。563年（天嘉四年）正月受号鎮右将軍。出任使持節、安東将軍、建安郡太守。光大年間，因为公事被免官，复职为通直散騎常侍。
572年（太建四年）三月，担任都督荊信二州諸軍事、安西将軍、荊州刺史，驻守公安。在任六年，因事連座免官，复职为通直散騎常侍。578年（太建十年）三月，担任使持節・督缘江水陸諸軍事、鎮西将軍。十月，担任散騎常侍、都督荊郢巴武湘五州諸軍事、郢州刺史。580年（太建十二年），在国境上犯有与敌国交通之罪被陈宣帝免官。
582年（太建十四年），陳後主即位，再任通直散騎常侍，兼起部尚書。六月担任中護軍，恢复爵位，入朝为度支尚書，兼步兵校尉。加散騎常侍，转任侍中、祠部尚書。後主多次到孫瑒家中探望，作詩颂扬他的功劳。担任五兵尚書，兼右軍将軍。因为年老多次请求致仕，陈后主不許。587年（禎明元年），在官任上去世。享年七十二岁，追贈護軍将軍，諡桓子。

## 子女
孫瑒有21子。
- 孫讓（早逝）
- 孫訓（历任臨湘县令、直閤将軍・高唐郡太守、陳滅亡後，仕隋）

## 延伸阅读
[在维基数据编辑]
 《陳書/卷25》，出自姚思廉《陳書》
 《南史·卷67》，出自李延壽《南史》